# Polijaniwka
Polijaniwka (ukr. Поліянівка) – wieś na Ukrainie, w obwodzie żytomierskim, w rejonie nowogrodzkim. W 2001 roku liczyła 346 mieszkańców.